# Washington Mews
Washington Mews es una calle privada en la ciudad de Nueva York entre la Quinta Avenida y University Place, justo al norte de Washington Square Park. Junto con MacDougal Alley y Stuyvesant Street, originalmente formaba parte de un sendero Lenape que conectaba los ríos Hudson y Este, y se desarrolló primero como una caballeriza (hilera de establos) que daba servicio a los caballos de las casas de la zona. Desde la década de 1950, los antiguos establos han servido como vivienda, oficinas y otras instalaciones para la Universidad de Nueva York. 

## Historia
Washington Mews se encuentra en un terreno que en el siglo XVIII formaba parte de una gran granja propiedad del capitán. Roberto Richard Randall; tras la muerte de Randall, legó la tierra a lo que se conoció como el puerto cómodo de los marineros. La institución arrendó el terreno, utilizando los ingresos resultantes para establecer su complejo en Staten Island; las casas construidas en el terreno a lo largo del lado norte de Washington Square y el lado sur de Eighth Street venían con establos de dos pisos construidos a lo largo de lo que se conoció como Washington Mews. Los establos privados fueron utilizados por familias de hombres como Richard Morris Hunt, John Taylor Johnston y Pierre Lorillard.
En 1881, el Departamento de Obras Públicas de la ciudad de Nueva York ordenó la construcción de las primeras puertas de Washington Mews en cada extremo, en un aparente intento de distinguir las Mews de las calles públicas. En 1916, Sailors' Snug Harbor hizo remodelar una docena de establos para convertirlos en estudios de artistas, diseñados por Maynicke & Franke; durante el siglo XX, los artistas que vivían allí incluían a Paul Manship, Gaston Lachaise y más tarde a Gertrude Vanderbilt Whitney.
Alrededor de 1950, la Universidad de Nueva York (NYU) arrendó la mayor parte de toda la propiedad y gradualmente convirtió los edificios a lo largo de Mews en oficinas y viviendas para profesores. En 1988, NYU contrató al arquitecto Abraham Bloch para diseñar una nueva puerta de la Quinta Avenida de seis pies de altura, reemplazando los simples postes y cadenas que se usaban desde que se construyeron los estudios.

## Galería

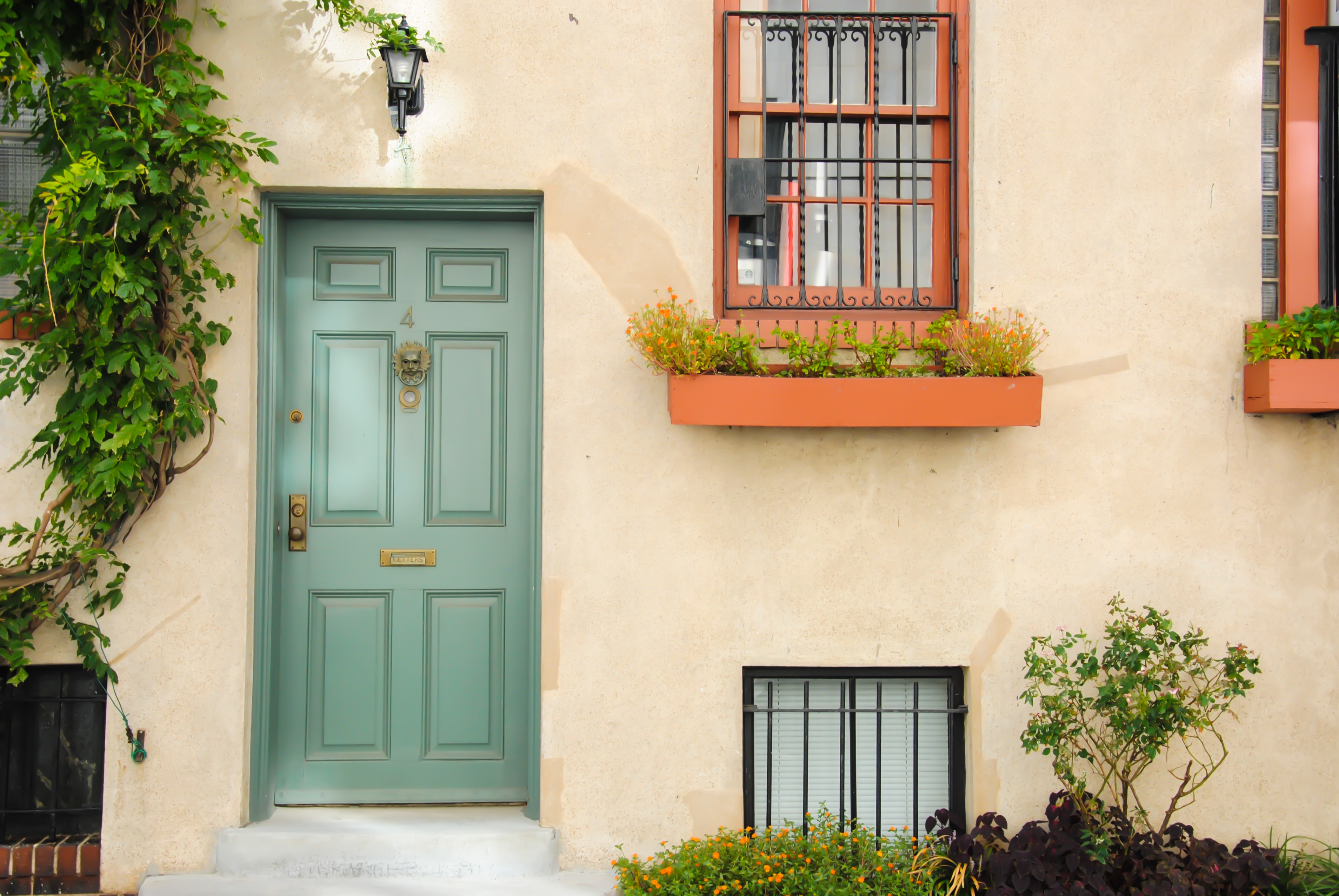
No. 3-10, construida en 1939
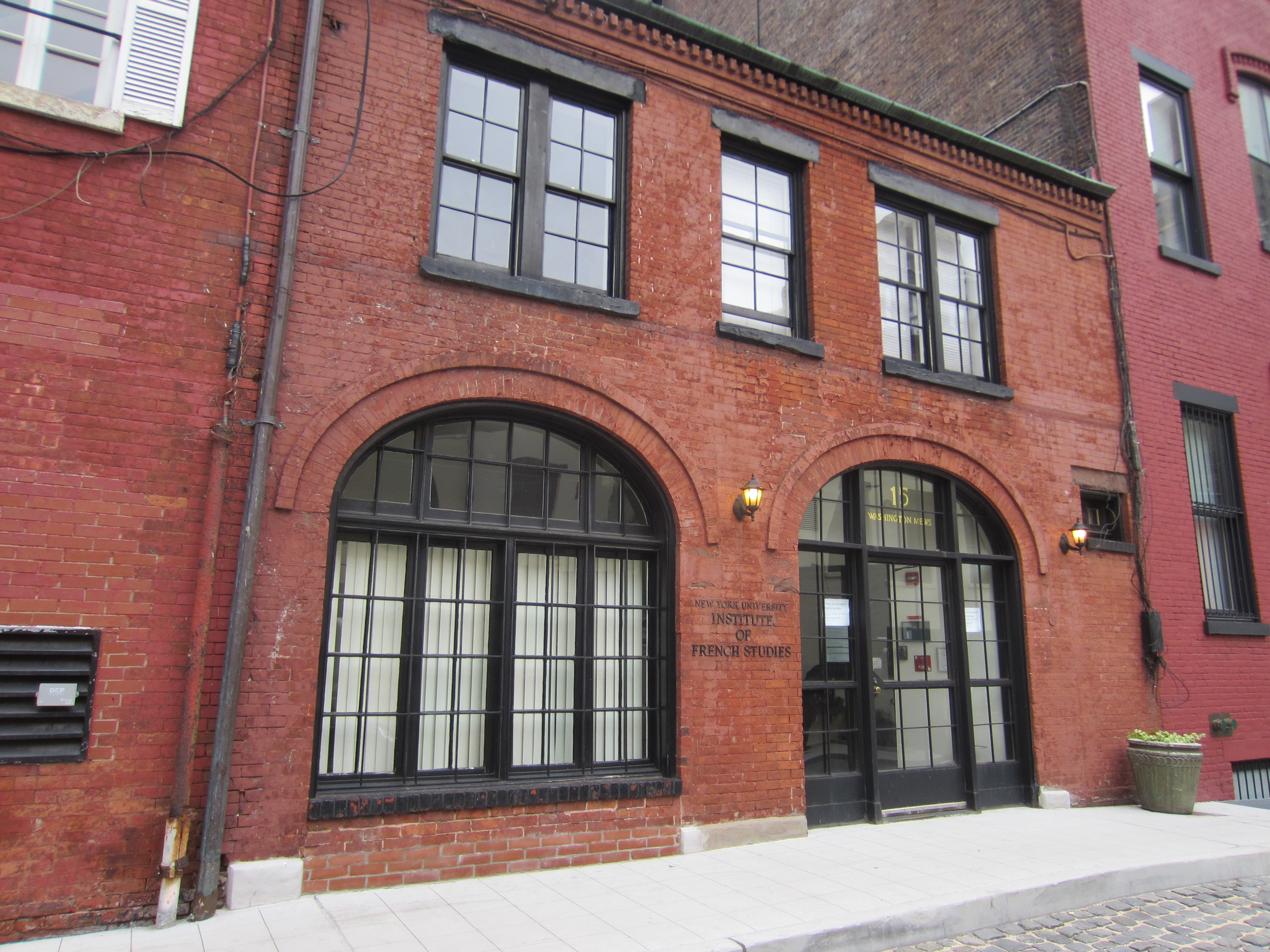
No. 15, construida antes de 1854
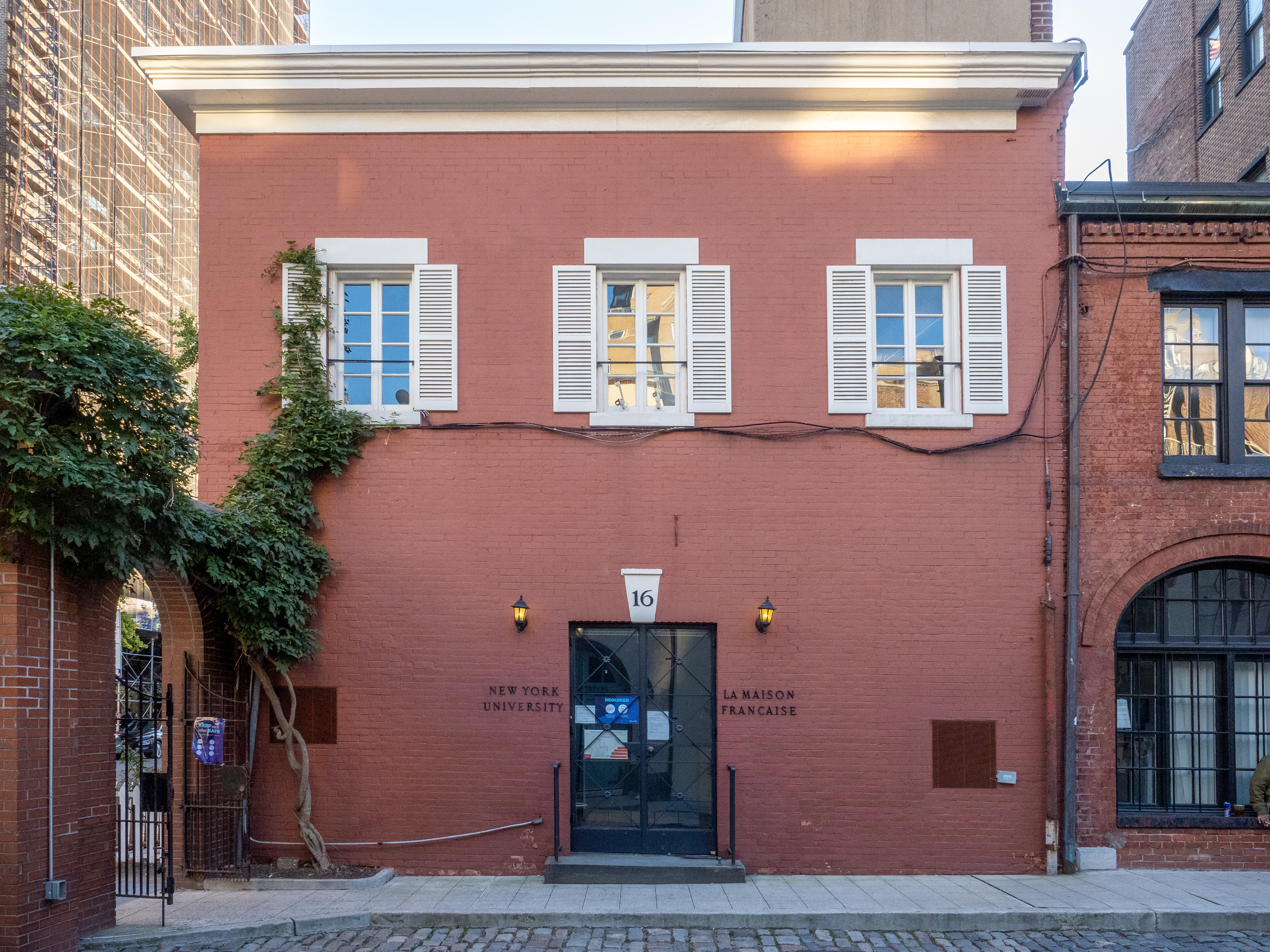
No. 16, construida en 1880
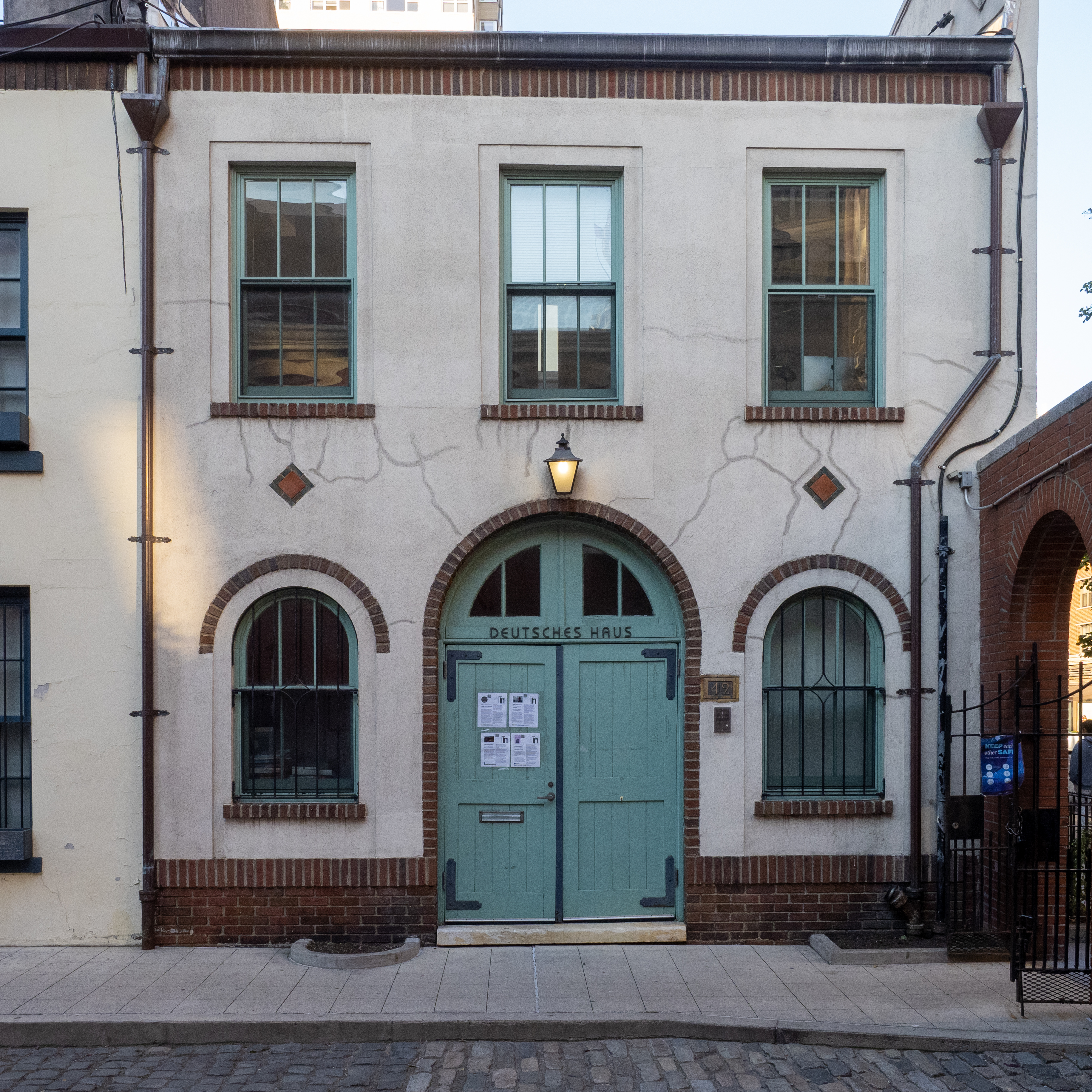
No. 42, construida antes de 1854
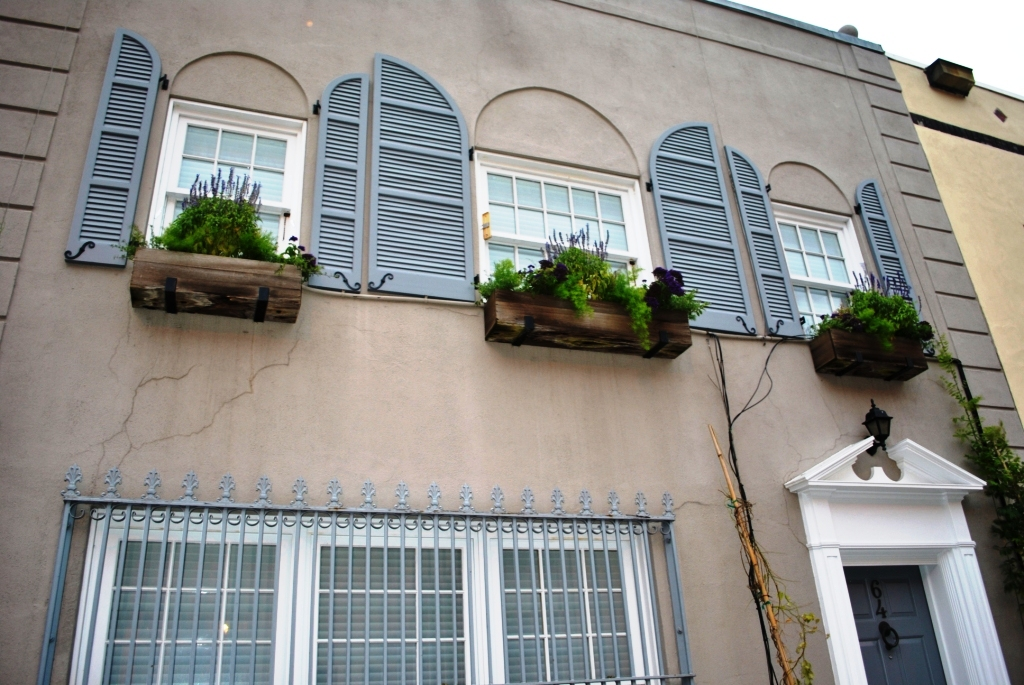
No. 64, construida en 1941